# استنیو گارسیا
استنیو گارسیا (انگلیسی: Stênio Garcia؛ زادهٔ ۲۸ آوریل ۱۹۳۲) یک هنرپیشه اهل برزیل است.
از فیلم‌هایی که وی در آن‌ها نقش داشته است، می‌توان به از روح و تن اشاره نمود.